# Phrygionis obrussata
Phrygionis obrussata är en fjärilsart som beskrevs av Augustus Radcliffe Grote 1882. Phrygionis obrussata ingår i släktet Phrygionis och familjen mätare. Inga underarter finns listade i Catalogue of Life.